# Исковеску, Барбу
Барбу Исковеску (рум. Barbu Iscovescu; 1816, Бухаресте — 1854, Константинополь) — румынский живописец, график еврейского происхождения. Участник Революции 1848 года в Валахии.

## Биография
Родился в 1816 году в Бухаресте в семье художника Хаима Ицковича. С детства помогал отцу в его работе. Когда у него обнаружились художественные способности, отправился на учёбу. В 1835—1842 годах учился в Вене, затем в Париже у Ф. Пико и М. Дроллинга.
Ещё будучи в Париже, Исковеску сошелся со многими революционерами-эмигрантами из Румынии, в частности с Даниэлем Розенталем и Хиллелем Маноахом. От своих знакомых революционеров он получил определённые инструкции для устройства в Валахии ряда тайных обществ, имевших целью поднять революционное движение на Балканах. Приехав домой накануне событий 1948 года, принимал активеное участие в революции. Нарисовал трёхцветное знамя революции, которое жители Бухареста несли 11 июня 1848 года. Когда русские войска вступили в Валахию и положили конец революционному движению, Исковеску, вместе со многими другими участниками революционных событий, вынужден был покинуть родину. Сперва поселился в Брашове, затем переехал в город Земун под Белградом, а оттуда — в Париж. Затем вместе со многими румынскими эмигрантами переехал в Константинополь, где оставался до конца своей жизни. Похоронен рядом со своими товарищами — революционерами.

## Творчество
Написал множество портретов современников — революционеров. Наиболее известные из них — портреты Николае Голеску, Аврама Янку, Симона Балинта, Дмитрие Болинтиняну. Его кисти принадлежат также портреты господарей Михая Храброго, Матея Басараба, Константина Маврокордата. Исковеску известен также как автор пейзажей.

## Галерея

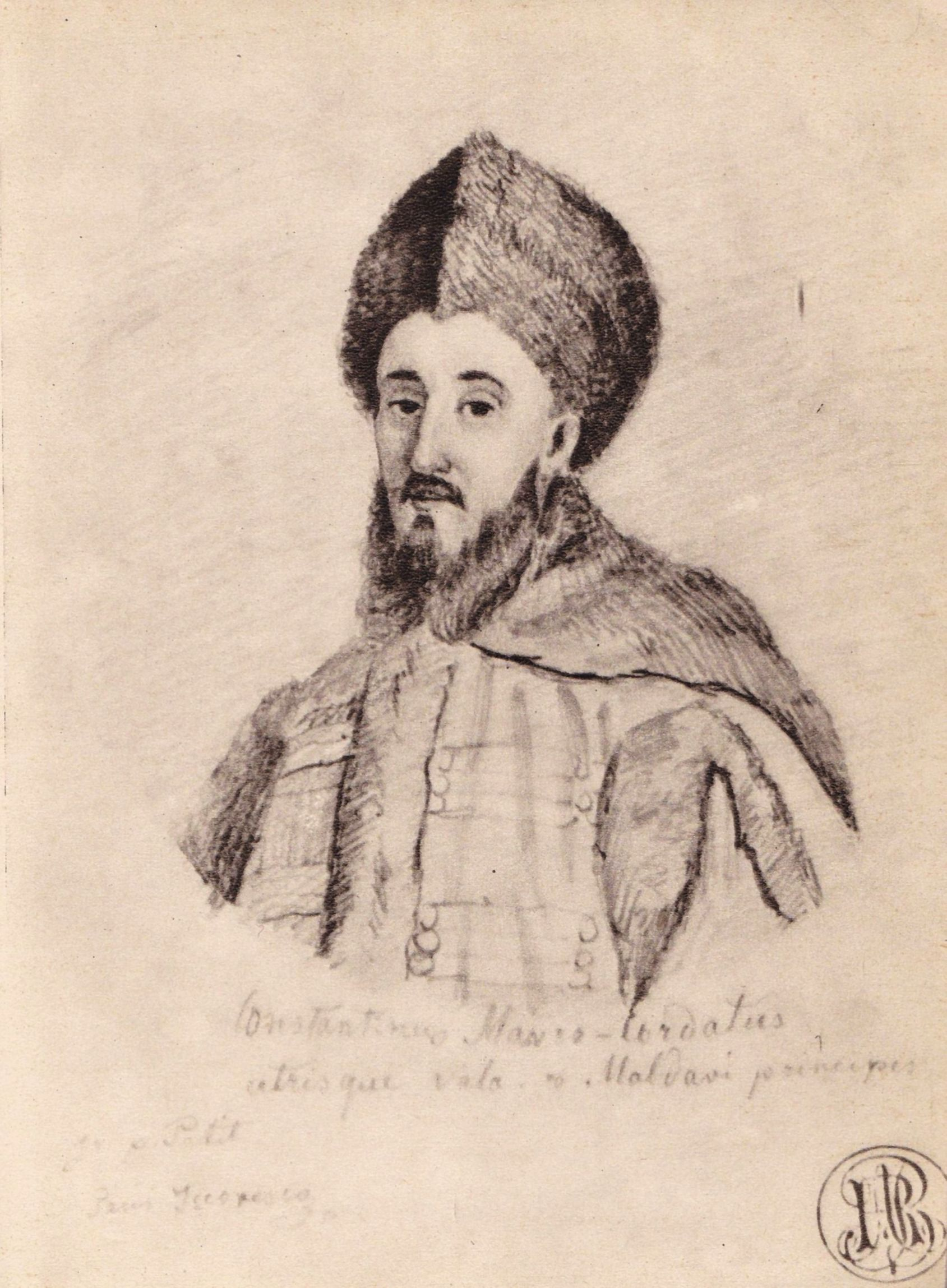
Портрет Константина Маврокордата
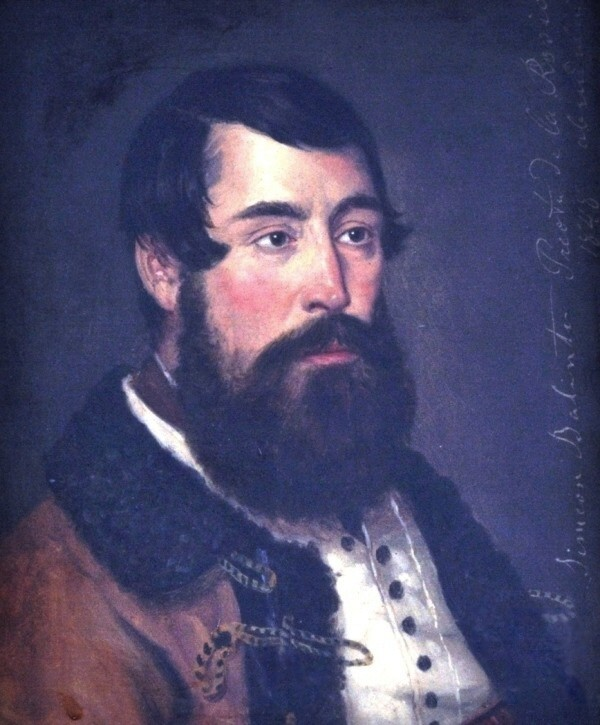
Портрет Симиона Балинта
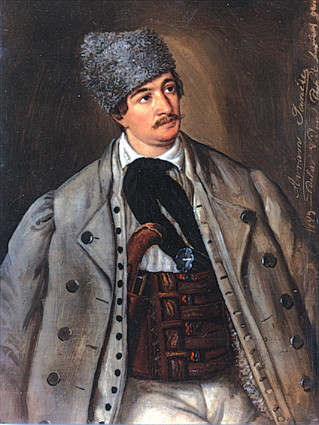
Портрет Аврама Янку